# For you (椎名へきるのアルバム)
『for you』（フォー・ユー）は、椎名へきるの15枚目のオリジナルアルバム。2010年12月22日にLantisから発売された。

## 概要
前作『Rock Rose』から約1年4ヶ月ぶりのリリースで、ランティス移籍後、2枚目のオリジナルアルバム。1トラック目には、38枚目のシングル、「明日になれば」のアルバムバージョンが収録されている。

## 収録曲
1. 明日になれば（ALBUM ver.） [4:29]
作詞・作曲：広保宣、編曲：真崎修
2. Let Me Say YEAH!!!! [4:06]
作詞・作曲：cAnON.、編曲：黒須克彦
3. 恋のリズム [3:26]
作詞：cAnON.、作曲：宮﨑歩、編曲：黒須克彦
「Let Me Say YEAH!!!!」のカップリング曲。
4. 長い夢 [5:12]
作詞・作曲・編曲：オオヤギヒロオ
5. 君と見る景色 [5:13]
作詞：福士健太郎・椎名へきる、作曲・編曲：福士健太郎
6. Shining Star [4:21]
作詞・作曲・編曲：オオヤギヒロオ
7. Short Girl [3:27]
作詞・作曲・編曲：宮崎歩
8. マイ・ストーリー（Honey MIX） [4:14]
作詞：cAnON.・椎名へきる、作曲：cAnON.、編曲：真崎修
「明日になれば」のカップリング曲。
9. Never [3:44]
作詞・作曲：飯岡隆志、編曲：真崎修
10. FIGHTING BOY [3:37]
作詞：椎名へきる、作曲・編曲：Ken "dog" Kimura
11. KIRA☆KIRA☆Party Girl!! [4:37]
作詞：ヒルマ弘、作曲：Ken "dog" Kimura、編曲：島田充
12. レスキューミー!（KIRA☆MIX） [3:51]
作詞：真崎修・椎名へきる、作曲・編曲：真崎修
「長い夢」のカップリング曲。
13. our story [4:42]
作詞：ゆきみ、作曲・編曲：今井隼